# Арья Девакер
Арья Девакер (дев. वही आर्य देवकर; в переводе — Арийское солнце) — индуистская организация, выстроившая, вероятно, один из наиболее крупных мандиров в Суринаме. Храм привлекает большое количество туристов, исповедующих как индуизм, так и другие религии и проживающих как на территории государства, так и за его пределами. Расположен в центральной части столицы Парамарибо.
Торжественное открытие сооружения состоялось 11 февраля 2001 года. Арья Девакер представляет собой влиятельнейшее подразделение реформаторского движения «Арья-самадж» в Суринаме, основанного свами Даянандой Сарасвати (1824—1883), количество участников которого составляет 29300 человек.
Подразделение «Арья Девакер» было основано 29 сентября 1929 года по инициативе пандита Мехты Джаимини — Арьи Самаджи, в своё время подвергнутого высылке с территории Индии. 5 февраля 1930 года нидерландская колониальная администрация заявила об официальном его признании.
В 1936 году организация возвела первый индуистский храм, собиравшиеся в котором верующие принимали участие в обрядах вокруг ведического огня, характерных для реформаторского движения. Официально мандир был освящён в 1947 году. В арийском храме, однако, отсутствовали изображения. Ранее верующие собирались в аудиториях, оборудованных под религиозные нужды. Культовое сооружение, возведённое в 1936 году, в архитектурном плане соответствовало типовому арийскому храму. Он был уничтожен в 1975 году с целью расчистить территорию для строительства нового. Однако, в связи с коренными изменениями в плане строительных работ и финансовыми трудностями, возникшими в ходе ухудшения экономической ситуации в Суринаме в 1980-х—1990-х годах, на возведение здания ушло около 20 лет.
Возведённое в 2001 году культовое сооружение значительно отличается от предыдущих арийских храмов: при содействии администрации организации и комиссии по строительству нидерландский архитектор Артур де Грот выстроил восьмиугольное здание с двумя этажами. На первом этаже находятся различные помещения для заседаний и библиотека, на втором проводятся обряды. Огонь зажигается в центральной части зала, скамейки же располагаются вокруг места его разведения, подчёркивающего принципиальное равенство участников обряда. Восемь углов здания символизируют круглую форму Солнца, Луны и Земли. 3 башни свидетельствуют о 3 бесконечных элементах Вселенной: Абсолюте, Человеке и Природе. На крышах 2-х меньших башен и башни на крупном куполе храма находятся по 4 этажа, число которых олицетворяет количество Вед, представляющих собой древнейшие священные писания индуизма.
В здании отсутствуют изображения божества в силу запрета почитания икон в движении. На стенах и потолках выведены свастика, сакральный звук Аум, санскритские и индуистские предложения, написанные письмом девангари. Ряд текстов носит ритуальный характер, например, гаятри-мантра — ведийская мантра, состоящая из 24 слогов, взятых из гимна «Ригведа» (3.62.10), другие же поучения заимствованы, к примеру, из ману-смрити. Свастика олицетворяет спасение, Аум — Абсолют, ведийские мантры — большую силу.
Архитектор задавался целью выстроить тропический храм, качество сооружения крупных карнизов, веранд и белых окон с несколькими перегородками которого местные жители воспримут положительно. В то же время на архитектурный стиль сооружения огромное влияние оказали конструкции и образцы, применявшиеся как в империи Великих Моголов, так и в Аль-Андалусе. Колонны возведены в соответствии с расположенными на территории Агра-форта.